# Mariette Laenen
Pour les articles homonymes, voir Laenen.
Mariette Laenen, née le 1er mars 1950 à Hulshout, est une coureuse cycliste belge.

## Palmarès sur route
- 1966
  - 2e du championnat de Belgique sur route juniors
- 1967
  - 2e du championnat de Belgique sur route juniors
- 1969
  - Yerseke
- 1971
  -  Championne de Belgique sur route
  - Hoek
  - 6e du championnat du monde sur route
- 1972
  -  Championne de Belgique sur route
  - Mijdrecht
- 1973
  - Dirksland
  - 7e du championnat du monde sur route
- 1974
  - Sliedrecht
  - 2e du championnat de Belgique sur route
  - 4e du championnat du monde sur route
- 1975
  -  Championne de Belgique sur route
- 1977
  - Hamont-Achel
  - 2e du championnat de Belgique sur route